# Нева (автодорога)

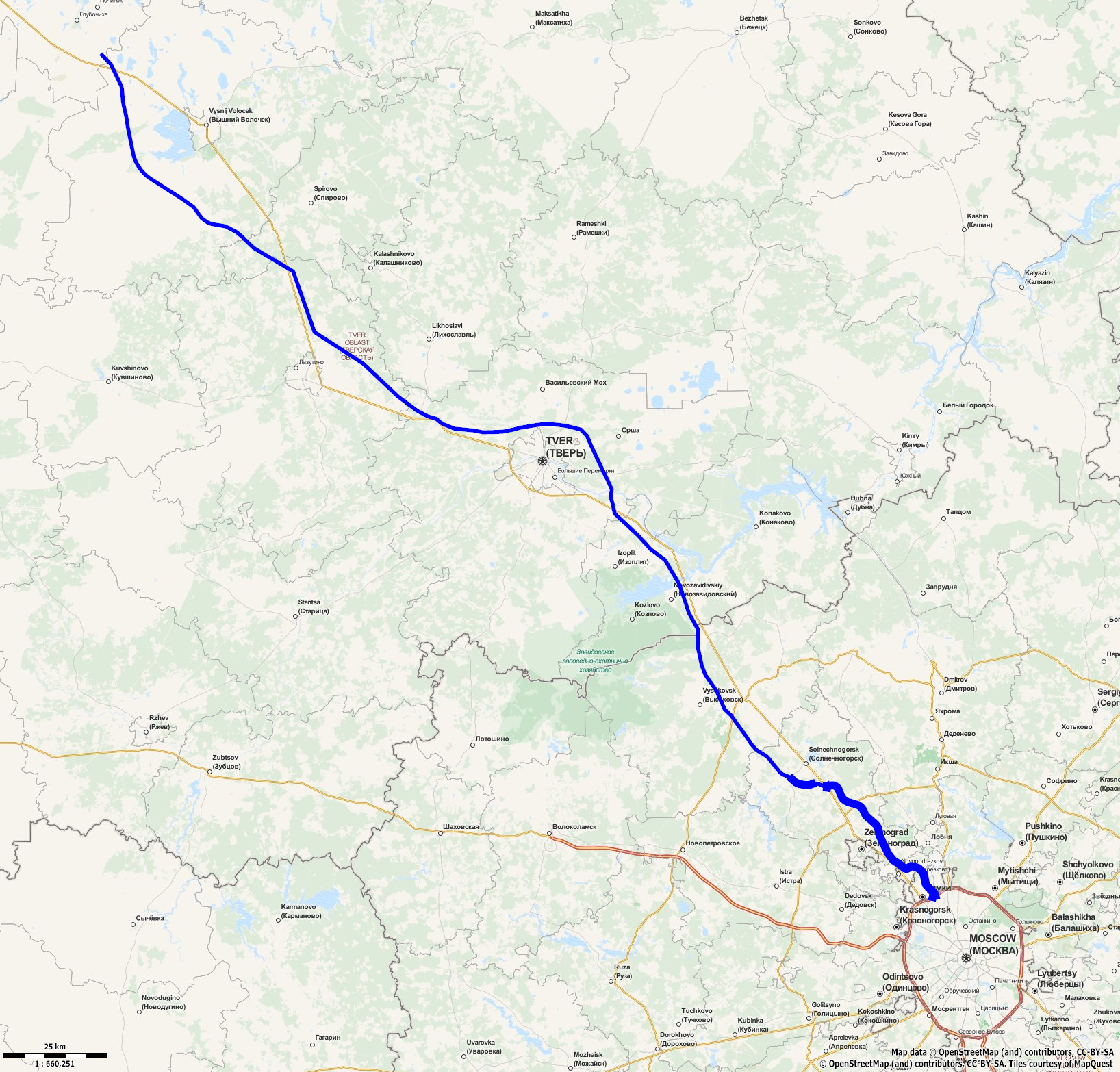
Карта пролегания автодороги в Москве, Московской и Тверской областях.

Скоростная автомобильная дорога Москва — Санкт-Петербург М-11 «Нева» (федеральная автомобильная дорога М11) — скоростная автомагистраль между Москвой и Санкт-Петербургом. Полностью открыта для движения 16 июля 2024 года. За проезд взимается плата.
Существующая федеральная трасса М10 «Россия» является бесплатным дублёром М-11.
Общая протяжённость автомобильной дороги М-11 составляет 669 км. Это одна из первых крупных платных автодорог России. Начиная от Москвы, трасса проходит по Московской области (90 км), Тверской области (253 км), Новгородской области (233 км) и Ленинградской области (75 км) до Санкт-Петербурга, и идёт в обход крупных населённых пунктов, в том числе Химки, Зеленоград, Солнечногорск, Клин, Тверь, Торжок, Вышний Волочёк, Бологое, Валдай, Угловка, Окуловка, Крестцы, Великий Новгород, Чудово, Тосно, Колпино.
Дорога IA категории имеет от двух до пяти полос в каждую сторону. Скорость движения на трассе регулируется в зависимости от времени года и погодных условий и верхний разрешенный предел не превышает 130 км/ч. На протяжении М-11 возведено сто мостовых сооружений, а также построен ряд транспортных развязок. Проектированием занималась группа предприятий «Дорсервис».
Строительство трассы началось в 2010 году, дорога открывалась для пользования отдельными участками начиная с 2014 по 2024 годы.
Стоимость проекта должна была составить 520 млрд рублей, из которых 370 млрд рублей бюджетные средства.
Стоимость проезда на легковом автомобиле в дневное время суток в будний день из Москвы в Санкт-Петербург на январь 2025 года составляет 3230 рублей.

## Экономическая часть
Для строительства скоростной автомобильной дороги Москва — Санкт-Петербург впервые в России применён механизм государственно-частного партнёрства (ГЧП) в форме концессионного соглашения, обеспечивающий привлечение частных инвестиций и замещение ими части бюджетных расходов для строительства инфраструктурного объекта.
Концессионером головного участка дороги является «Северо-Западная концессионная компания» (СЗКК). 50 % СЗКК принадлежит французской компании Vinci, а другие 50 % — российским акционерам, в числе которых структуры петербургского предпринимателя Аркадия Ротенберга (последний приобрёл этот пакет в декабре 2010 года у акционеров компании «Н-транс»).
В апреле 2010 года в рамках финансового закрытия по проекту строительства головного участка «Северо-Западной концессионной компанией» был подписан кредитный договор с Внешэкономбанком и Сбербанком России, в соответствии с которым банки предоставят СЗКК для реализации проекта кредит в размере 29,2 млрд рублей на 20 лет. Средства банками будут выделены в равном объёме (по 14,6 млрд рублей каждый). Ещё 23 млрд рублей будет выделено из федерального инвестфонда. Оставшуюся часть финансирования концессионер рассчитывает привлечь за счёт размещения инфраструктурных облигаций.
Сообщалось, что в финансировании проекта планировал участвовать Европейский банк реконструкции и развития, который якобы должен был предоставить значительную часть инвестиций (до 1,5 млрд $) на строительство первого участка магистрали. В январе 2011 года в СМИ появилась информация, что ЕБРР отказался от финансирования стройки в связи с тем, что участие в проектах, наносящих ущерб экологии, запрещено внутренним кодексом банка. Однако официальный представитель банка опроверг эту информацию, заявив, что ЕБРР не планировал финансировать строительство головного участка дороги, и средства на строительство были найдены без привлечения иностранных инвесторов («отказываться от того, куда нас не приглашали, мы просто не могли»). При этом он не исключил, что ЕБРР примет участие в строительстве других участков этой трассы.
Стоимость строительства участка 646 км — 684 км в ценах 2014—2016 годов без учёта затрат на подготовку территории строительства оценивается в 37,8 млрд рублей (с учётом НДС). Инвестор должен обеспечить 25 % финансирования проекта. Государство обеспечивает 75 % финансирования строительства, а также предоставляет проектно-сметную документацию и осуществляет подготовку территории. Проект будет реализован по концессионной схеме «прямого взимания платы» (direct toll).

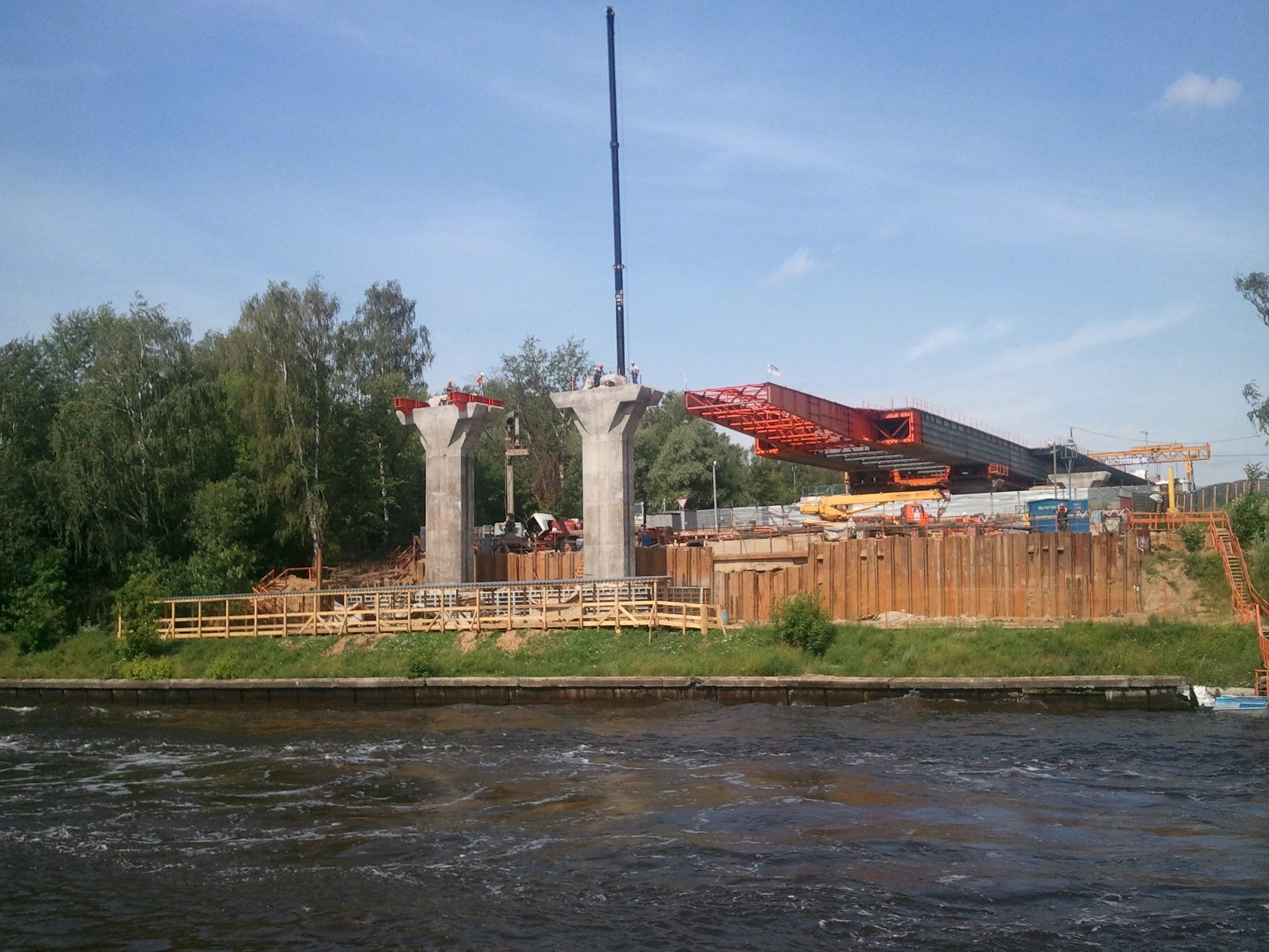
Строительство моста над каналом им. Москвы, 15 июля 2012 года

### Стоимость проезда
Концессионерами участка с 15 по 58 км изначально было запланировано, что размер средневзвешенного тарифа за проезд по головному участку дороги составит 3,62 руб./км без НДС в ценах 2007 года. Тариф будет варьироваться в зависимости от категории транспортного средства, времени суток, частоты пользования трассой и т. д.
Средняя стоимость проезда по платной автотрассе М-11 Москва — Санкт-Петербург составит примерно 2—2,5 рубля за один километр. Проезд по участку на входе в Санкт-Петербург длиной 37 километров обойдётся в 2,2 руб./км. На остальных платных участках трассы (центральная часть дороги, проходящая по Новгородской, Тверской и части Московской области) проезд обойдётся примерно в 1 руб./км для водителя легкового автомобиля. Таким образом, весь проезд обойдётся примерно в 600 рублей. В июне 2013 года в рамках Международного экономического форума, проводимого в Санкт-Петербурге, председатель правления Государственной компании «Российские автомобильные дороги» («Автодор») Сергей Кельбах заявил, что цена проезда по дороге может составить около 1100—1200 рублей.
25 января 2016 года Президент России Владимир Путин подверг критике стоимость проезда, установленную на участке трассы с 15-го по 58-й км (от Москвы до Солнечногорска): «сейчас в Москве в направлении Петербурга начали строить дорогу, один участок ввели в строй, так там никто не ездит, „вздули“ цены так, что проехать невозможно».
2 августа 2021 года были изменены тарифы на проезд по трассе. Автомобилисты лишились главной привилегии — скидки по транспондерам для транспортных средств I и II категорий. Причины такого решения не уточняются.

## Характеристики трассы

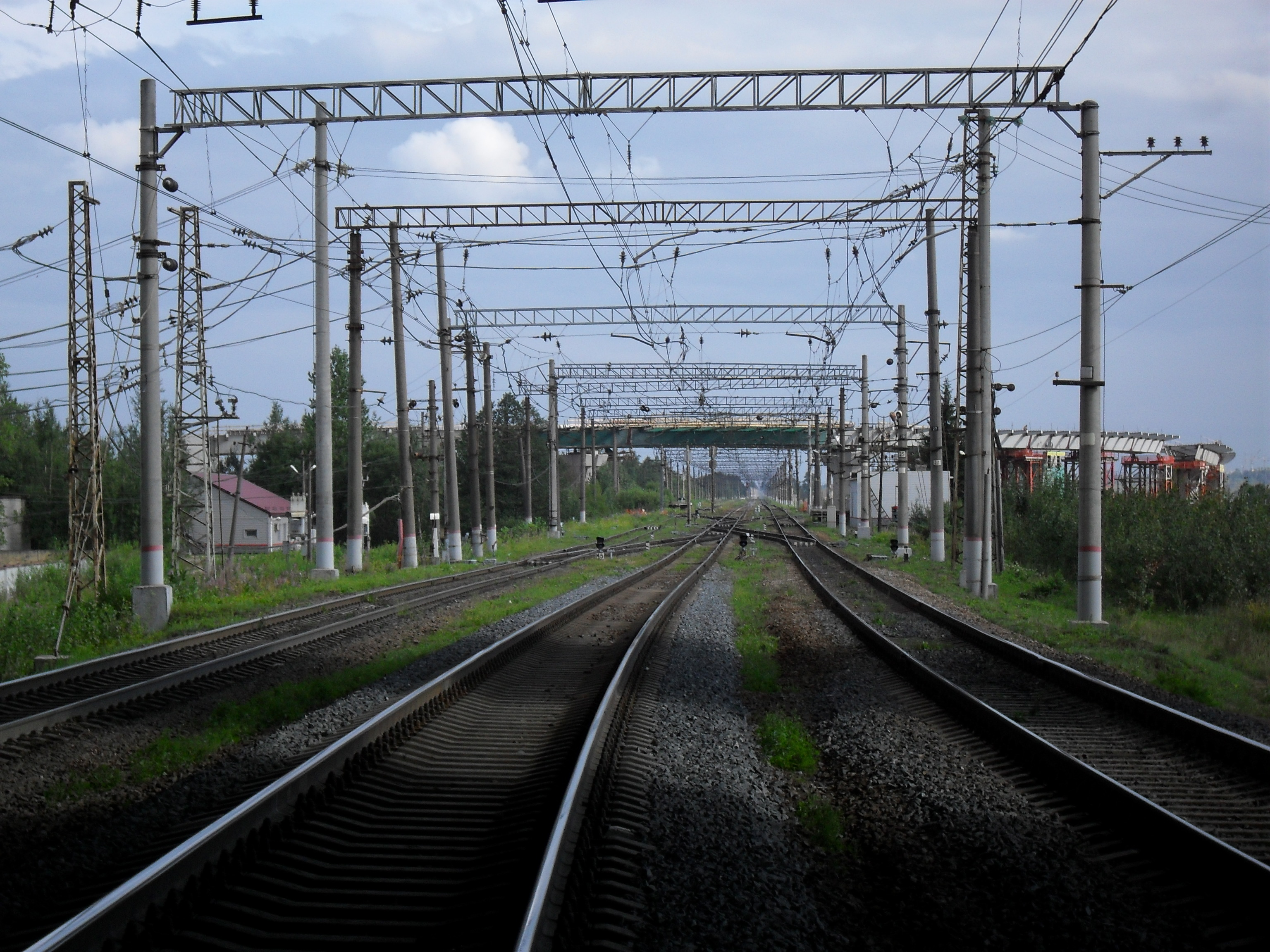
Строящееся начало трассы со стороны Петербурга — развязка с СПбКАД у станции Шоссейная (путепровод через железнодорожные пути)

Проект предусматривал следующие основные характеристики строящейся автодороги:
- Общая протяжённость: 669 км
- Техническая категория: автомагистраль (IA)
- Количество полос движения: 4, 6, 8, 10
- Ширина полосы движения: 3,75 м
- Ширина разделительной полосы: 5 м
- Ширина обочины: 3,5 м
- Расчётная скорость движения: 150 км/час
- Минимальный радиус кривой в плане: 1200 м
- Минимальный радиус кривой в продольном профиле:
  - вогнутой: 8000 м
  - выпуклой: 30000 м
- Максимальный продольный уклон: 30 ‰

На 2021 год освещение трассы на участке от аэропорта Шереметьево до Солнечногорска отсутствовало.
На 653 километре трассы нанесена музыкальная разметка – поперечные шумовые полосы с музыкальным эффектом. Проезжая по участку с разрешенной скоростью, автомобилисты могут услышать фрагмент композиции «Калинка-Малинка». Это первая подобная музыкальная разметка в России.

## Хроника реализации проекта

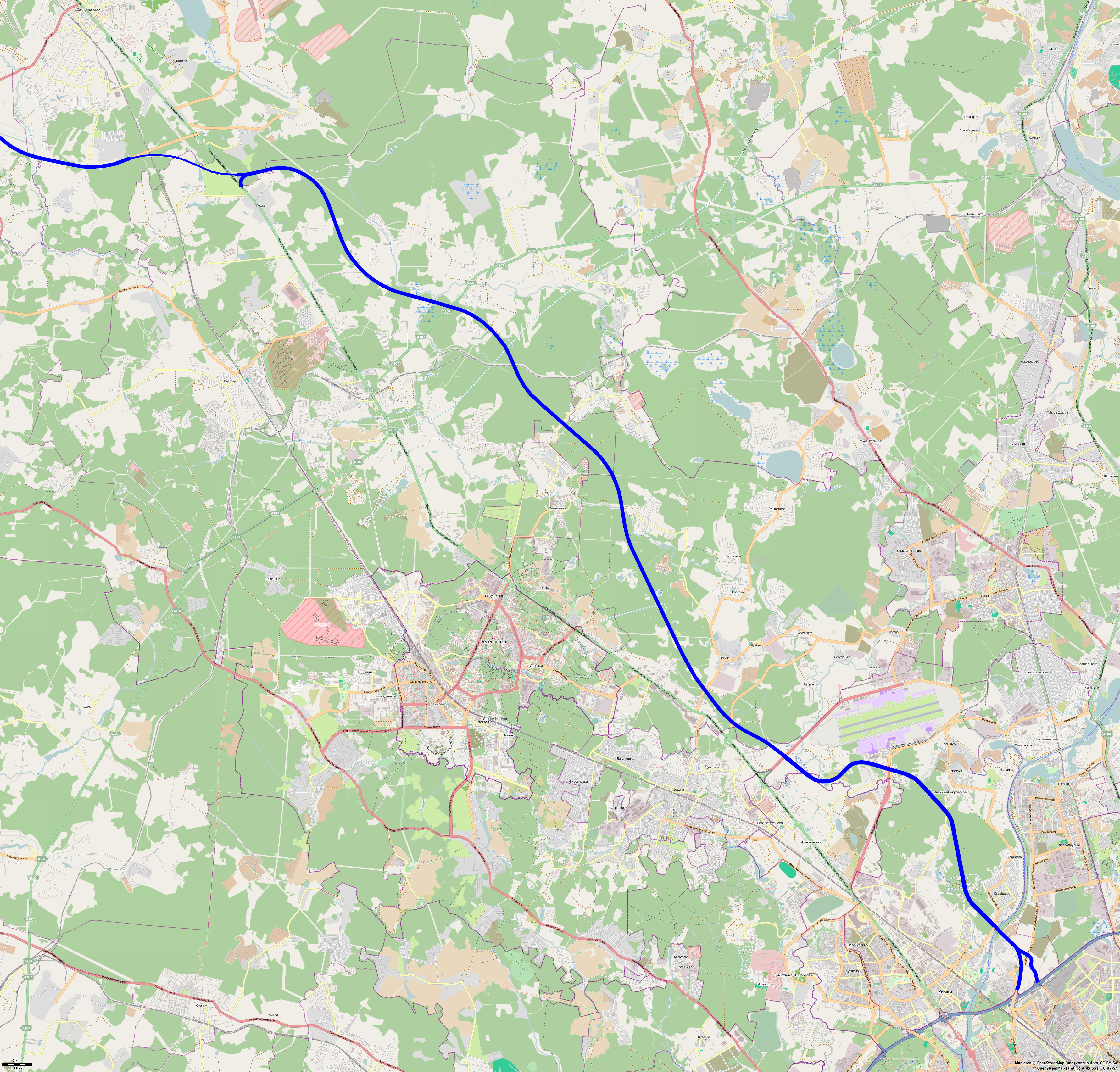
Карта головного участка трассы

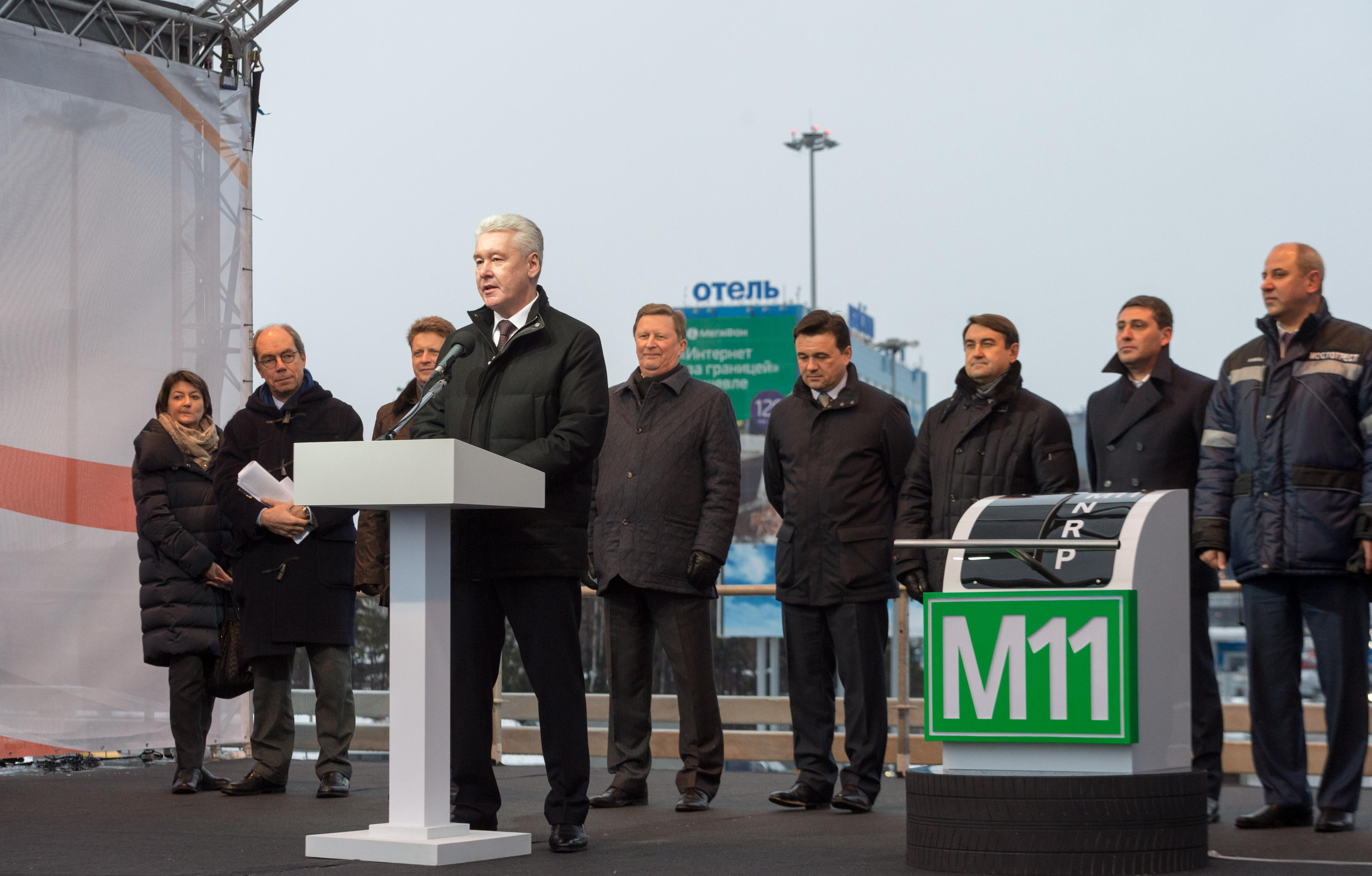
Открытие движения на первом участке автодороги Москва — Санкт-Петербург 23 декабря 2014 года

Решение о строительстве автомагистрали было принято Министерством транспорта Российской Федерации, а инициатива исходила от президента России Владимира Путина. В январе 2006 года заказчику был сдан проект обоснования инвестиций в строительство дороги на участке с 15 по 58 км.
В феврале 2008 года из разряда частных компаний был выбран концессионер для строительства первого участка. Из трёх компаний, участвовавших в тендере, Минтранс России выбрал ООО «Северо-Западная концессионная компания». На тот момент сметная стоимость строительства всей трассы составляла ориентировочно 350 млрд рублей.
В 2010 году начались подготовительные работы к строительству участка с 15 по 58 км трассы (в том числе вырубка просеки в Химкинском лесу), но в связи с протестами общественности в августе того же года эти работы были приостановлены. Весной 2011 года работы по подготовке земельных участков к строительству новой трассы были продолжены. В сентябре 2011 года началось строительство автотрассы на участке с 15 по 58 км. Как ожидалось, строительство должно было быть завершено в 2014 году.
В январе 2012 года началась реконструкция Бусиновской транспортной развязки на 78 км МКАД, откуда и начинается строящаяся автомагистраль. Частично открыта была 23 декабря 2014 года вместе с головным участком М11. В июне 2015 года реконструкция развязки была полностью завершена. Развязка получилась пятиуровневой.
21 июня 2012 года председатель правительства Российской Федерации Дмитрий Медведев подписал распоряжение, в котором поручил заключить концессионное соглашение в отношении участка с 646 по 684 км, проходящего по территории Ленинградской области и Санкт-Петербурга. «Автодор» и победитель конкурса ООО «Магистраль двух столиц» подписали 18 ноября 2014 года концессионное соглашение о финансировании, строительстве и эксплуатации дороги на участках км 543 — км 646 и км 646 — км 684.
17 июня 2015 года было начато строительство в Ленинградской и Новгородской областях.
15 февраля 2017 года стало известно о проблемах с генеральным подрядчиком 140-километрового участка дороги (543 км — 684 км)  турецкой компанией «Идж Ичташ Асталди Иджа Иншаат Ширкети» (ICA). Работы на начало 2017 года были практически остановлены. На начало 2017 года ICA задолжала своим субподрядчикам более 5 миллиардов рублей.
11 ноября 2020 года на 45 км была построена развязка с ЦКАД.
8 августа 2025 года на 385 км была открыта развязка с автодорогой 49К-14 «Боровичи — Валдай».
Хронология открытия участков автодороги:
- 258—334 км (обход Вышнего Волочка). 28 ноября 2014 года. 4 полосы для движения, опоры мостов выполнены под 6 полос для перспективного расширения дороги.[источник не указан 736 дней]
- 15-58 км (Москва (МКАД) — Солнечногорск). 23 декабря 2014 года[31]. Различная рядность — 10, 8 и 4 полосы для движения. Опоры мостов выполнены под не менее чем 8 полос для перспективного расширения дороги.[источник не указан 736 дней]
- 208—258 км (обход Торжка). 15 декабря 2017 года. 4 полосы для движения, опоры мостов выполнены под 6 полос для перспективного расширения дороги.[источник не указан 736 дней]
- 334—543 км (Вышний Волочёк — Мясной Бор). 6 июня 2018 года. 4 полосы для движения.[источник не указан 736 дней]
- 58-97 км (Солнечногорск — Клин). 1 сентября 2018 года. 4 полосы для движения, опоры мостов выполнены под 8 полос для перспективного расширения дороги.[источник не указан 736 дней]
- 97-149 км (Клин — южный подход к Твери). 3 июля 2019 года[32]. 4 полосы для движения, опоры мостов выполнены под 8 полос для перспективного расширения дороги.[источник не указан 736 дней]
- 543—646 км (Мясной Бор — Тосно). 3 сентября 2019 года[33]. 4 полосы для движения, опоры мостов выполнены под 6 полос для перспективного расширения дороги.[источник не указан 736 дней]
- 646—684 км (Тосно — Санкт-Петербург (А118)). 27 ноября 2019 года[34]. 6 полос для движения.[источник не указан 736 дней]
- 174—208 км (Тверь — Бежецкое шоссе, I очередь Северного обхода Твери). 28 декабря 2023 года[35].
- 149—174 км (II очередь северного обхода Твери). 16 июля 2024 года[4].

## Схема трассы М-11 «Нева»
| Москва             |
| Московская область |

| Московская область |
| Тверская область   |

| Тверская область     |
| Новгородская область |

| Новгородская область  |
| Ленинградская область |

| Ленинградская область |
| Санкт-Петербург       |

## Проезд электромобилей и станции зарядки электромобилей
В январе 2025 года было объявлено, что в течение года проезд по М-11, как и по некоторым другим платным дорогам, для электромобилей российского производства будет бесплатным, при условии использования транспондера T-pass и регистрации электромобиля через сайт Автодор.
На трассе М-11 расположено небольшое количество зарядных станций для электромобилей компании Россети, а также 4 зарядные станции компании Punkt E. По состоянию на февраль 2025 года заряжаться на зарядных станциях Россетей можно только через приложение Sitronics Electro.
В сентябре 2024 год компания Русгидро объявила о планах построить зарядные станции на четырех участках М-11, однако сроки названы не были. В феврале 2025 года компания Русгидро объявила о планах по открытию в конце 2025 года двух многофункциональных зарядных комплексов на автодороге М-11 Нева.

## Экологические проблемы

### Химкинский лес

Предполагаемый маршрут прохождения трассы рассекает Химкинский лес надвое

В 2010 году проблемы со строительством трассы через Химкинский лес возникли из-за протестов общественных организаций (наиболее крупная из которых «Движение в защиту Химкинского леса»), несогласных с вырубкой леса под будущую трассу. К концу июля протестующим удалось добиться прекращения работ, но позже комиссия Правительства Российской Федерации под председательством вице-премьера Сергея Иванова, заседание которой состоялось 14 декабря 2010 года, приняла решение об утверждении изначального маршрута трассы через Химкинский лес.
«Первоначальный вариант прокладки трассы Москва — Санкт-Петербург через Химкинский лес абсолютно обоснован и законен», — заявил Иванов. Члены комиссии назвали это решение взвешенным и компромиссным. Это решение поддержал президент России Дмитрий Медведев (летом 2010 признававший необходимость приостановления работ для повторной экспертизы). Помощник Президента Российской Федерации Аркадий Дворкович отметил, что «после принятия Президентом решения о приостановлении строительства автодороги и о проведении дополнительных консультаций был проделан огромный объём работы, что позволило серьёзно улучшить проект».
В рамках подготовки строительства и эксплуатации головного участка автодороги был разработан комплекс экологических мероприятий общей стоимостью 4 млрд руб. 3 ноября 2011 кабинет министров объявил о выделении 12 млрд рублей на компенсационные мероприятия по воспроизводству участков леса, вырубленных в ходе строительства скоростной магистрали.

### Завидово
Конфликтная ситуация сложилась и вокруг прохождения трассы у границ национального парка «Завидово». В 2007 году указом Президента России № 654 границы «Завидова» были расширены на восток до железной дороги Москва — Санкт-Петербург, в результате чего планируемая платная дорога оказалась на территории национального парка. Вместе с тем отмечалось, что фактически этот указ президента не вступил в силу, так как правительство России до сих пор не подписало соответствующее постановление.
Ряд общественных организаций выступил против строительства трассы через территорию «Завидова», было организовано несколько уличных акций. В итоге было объявлено о том, что участок особо охраняемой природной территории, через который должна пройти автомагистраль, будет урезан, а вместо него «Завидово» получит территории в другом месте.